# Sirnitzpass
Der Sirnitzpass, auch Kreuzweg genannt, mit 1079 m ü. NHN im Südschwarzwald in Baden-Württemberg verbindet Badenweiler mit Neuenweg im Kleinen Wiesental. Er ist damit nach der Hohtannhöhe und dem Notschrei der dritthöchste Pass im Landkreis Lörrach; die Kreisgrenze zum Landkreis Breisgau-Hochschwarzwald verläuft nahe der Passhöhe. Namensgebend ist der in einem Waldstück, wenige hundert Meter westlich gelegene Gipfel Sirnitz mit einer Höhe von 1114 m ü. NHN. An der Passhöhe startet die 17 Kilometer lange Nonnenmattweiher Langlaufloipe. Über eine Verbindungsloipe ist diese mit dem Loipen am Lipple verbunden.

## Profil
Von Badenweiler führt die Landstraße 131 über den Ortsteil Schweighof und den im Jahr 1428 ersterwähnten Weiler Sirnitz in vergleichsweise wenigen Serpentinen größtenteils entlang des Klemmbachs ostwärts zur Passhöhe. Auf der Westrampe werden auf 10,4 Kilometer insgesamt 711 Höhenmeter in neun spitzen Kehren überwunden. Das entspricht einer durchschnittlichen Steigung von 6,8 %, die Maximalsteigung von 10 % wird einmal im unteren und einmal im oberen Drittel der Passstraße erreicht.
Die Passhöhe, auf der die Grenze zwischen den Landkreisen Lörrach und Breisgau-Hochschwarzwald verläuft, wird auf 1079 m ü. NHN erreicht. Südlich der Straße befindet sich ein Wanderparkplatz. Im Norden erhebt sich der 1143 Meter hohe Weiherkopf, auf den ein Skilift hochführt, südlich des Passes der 1230 Meter hohe Köhlgarten.
Vom Sirnitzpass verläuft ostwärts die Rampe 6,6 Kilometer durchs Tal des am Oberlauf zunächst Kreuzbächle genannten Heubronner (!) Klemmbachs in Richtung Neuenweg im Tal der diesen anderen Klemmbach aufnehmenden Kleinen Wiese. Die Höhendifferenz auf der Ostseite beträgt 376 Höhenmeter, was einer durchschnittlichen Steigung von 5,7 % entspricht. Das Steigungsmaximum liegt bei 8 %. Auf der Ostrampe gibt es lediglich zwei spitze Kehren. Etwa 3,5 Kilometer nach der Passhöhe zweigt ein Weg zu einem weiteren Wanderparkplatz ab, der zum Naturschutzgebiet Nonnenmattweiher gehört.
Etwa 1,9 Kilometer unterhalb der Passhöhe zweigt bei Hinterheubronn am Haldenhof auf etwa (929 m ü. NHN) von der Passstraße die Landesstraße 130 nordwärts in Richtung Münstertal/Schwarzwald ab, die nur am Anfang geringfügig ansteigt. Diese größtenteils unbewaldete Strecke fällt auf 11,9 Kilometern um 705 Höhenmeter, was einem durchschnittlichen Gefälle von 5,9 % entspricht. Das Gefällemaximum von 12 % liegt auf etwa halber Strecke zum Rathaus in Münstertal, wo die L 130 an der Talstraße L 123 entlang dem Fluss Neumagen endet.

## Geschichte
Im Zuge der Märzrevolution stiegen im April 1848 die am Heckeraufstand beteiligten Freischärler von Georg Herweghs Deutscher Demokratischer Legion den damals schlecht erreichbaren Sirnitzpass hinauf, um sich den Regierungstruppen zu entziehen und flohen in Richtung Mulden im Münstertal.

## Natur und Naturraum
Der Sirnitzpass bildet die Wasserscheide zwischen dem Klemmbach im Westen und dem Einzugsgebiet der Kleinen Wiese im Osten.

## Verkehrswege
Neben einer individuellen Anreise an den Sirnitzpass verkehren regelmäßige Linien des Südbadenbusses und der Südwestdeutschen Landesverkehrs-AG von Badenweiler und Schopfheim an den Pass. Haltestellen befinden sich direkt am Pass und am Haldenhof.
Über den Pass führt die elfte Etappe, zwischen Wiedener Eck und dem Blauen, der westlichen Streckenführung (Variante A) des Westweges. (→ Elfte Etappe: Wiedener Eck – Blauen)